# Małgorzata Krasucka
Małgorzata Krasucka (ur. 1952 w Warszawie) – polska artystka pochodzenia żydowskiego, malarka, projektantka i ilustratorka książek.

## Życiorys
W latach 1960–1971 była uczennicą Zygmunta Madejskiego. W 1967 zajęła jedno z pierwszych miejsc w konkursie młodzieżowym Plakat na Milenium. W latach 1971–1974 studiowała w Akademii Sztuk Pięknych w Warszawie w pracowniach Janusza Przybylskiego i Stefana Gierowskiego.
Jest członkiem Związku Polskich Artystów Plastyków i Gminy Wyznaniowej Żydowskiej w Warszawie. Przez kilka lat zasiadała w zarządzie Towarzystwa Społeczno-Kulturalnego Żydów w Polsce.

## Twórczość
Małgorzata Krasucka jest malarką, ilustratorką książek oraz projektantką plakatów i znaków graficznych. Zilustrowała książki, m.in.: Lewisa Carrolla, Mordechaja Gebirtiga, Marii Pawlikowskiej-Jasnorzewskiej, Gianni Rodari, Isaaca Bashevisa Singera, Roberta Stillera, Rabindranatha Tagore, Andrzeja Waligórskiego, Ludwiki Woźnickiej i innych.
Wykonała około 1300 prac malarskich, z których większość znajduje się w kolekcjach prywatnych oraz galeriach w Polsce i za granicą. Miała wiele wystaw indywidualnych w wielu krajach, m.in.: Francji, Izraelu, Kambodży, Niemczech, Stanach Zjednoczonych, Szwecji, Wietnamie, Zjednoczonych Emiratach Arabskich oraz w wielu miastach Polski.
W 1970 wykonywała scenografie dla teatru studenckiego, a 1994 scenografie dla TVP1 i Polsat. W 1977 pracowała z pacjentami psychiatrycznymi Kliniki Akademii Medycznej w Warszawie.

## Odznaczenia
- Srebrny Krzyż Zasługi – 2005[3]